# Rodrigo Massarutt
Rodrigo Massarutt da Silva (Mamborê, 21 de março de 1982) é um esgrimista paraolímpico brasileiro.
Começou a praticar a esgrima em cadeira de rodas em 2007, dois anos depois de ficar paraplégico por causa de um acidente de moto. Defendeu o Brasil na competição de espada B nos Jogos Paraolímpicos de Verão de 2016. 

## Títulos
- Regional das Américas 2016
- Campeão das Américas 2015 (espada)
- Copa do Mundo de Montreal 2014 (por equipes)